# Söderköpings konvent
Söderköpings konvent (eller Gråbrödraklostret i Söderköping) grundades 1235 av franciskanerorden som dess första konvent på svenska fastlandet och det andra i Sverige, näst efter Visby konvent. Etableringen av konventet var ännu ett inslag i transformationen av Söderköping från en lokal handelsplats till en medeltida stad av tysk förebild, en omdaning som med stöd av kungamakten pågick under perioden 1210–1250. 
Konventet placerades på den mark där vad som kan ha varit Söderköpings första kyrka var belägen. Kyrkans murar av gråsten inkorporerades i konventet men byggdes ut åt öster i tegel och kom att utgöra klosterkyrkan. Samtidigt byggde staden en ny kyrka, Drothem, på den äldre begravningsplatsen med gravar från 1000-talet, belägen omedelbart väster om konventet och den ursprungliga kyrkan. Första gången klosterkyrkan omnämns är dock 1328. 
Konventet stängdes på 1520-talet av Gustav Vasa, och byggnaderna revs därefter. Byggnadsmaterialet lär ha återanvänts, enligt traditionen vid utbyggnad av Stegeborgs slott. Fastigheten övertogs efter rivningen av Söderköpings hospital. Konventet lever kvar i namn som Klosterkvarn, Munkbron och Broder Everts gränd. Flera utgrävningar i området har ökat kunskapen om konventets form och placering. 

### Fotnoter
1. 1 2  Selsfors, Patrik (21 juni 2021). ”Besök Söderköpings dolda pärla: "Som lite av en "oas"”. www.nt.se. https://www.nt.se/nyheter/soderkoping/artikel/besok-soderkopings-dolda-parla-som-lite-av-en-oas/jv99kwol. Läst 13 januari 2025.